# Kanton Gignac
Gignac is een kanton van het Franse departement Hérault. Het kanton maakt deel uit van het arrondissement Lodève.

## Gemeenten

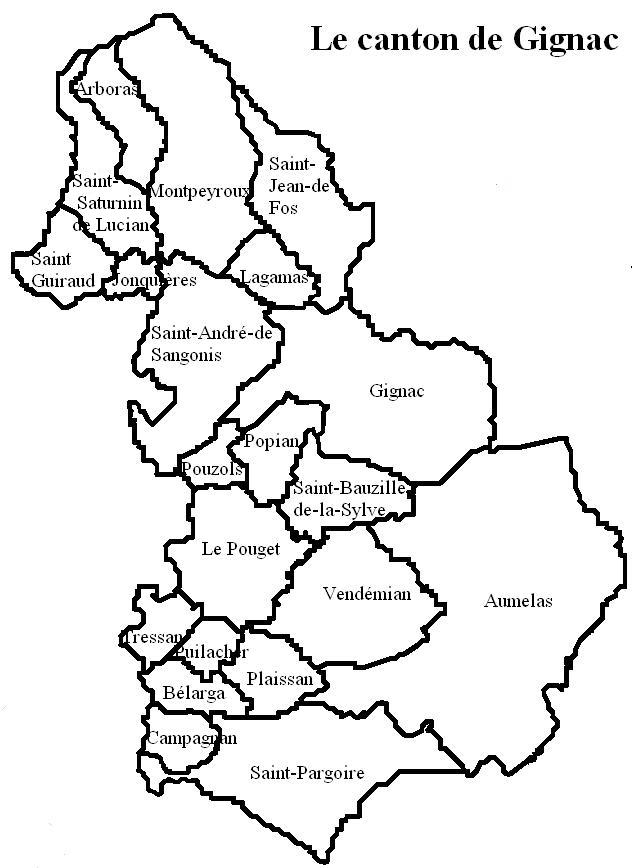
Ligging van gemeenten in het kanton tot 2014

Het kanton Gignac omvatte tot 2014 de volgende gemeenten:
- Arboras
- Aumelas
- Bélarga
- Campagnan
- Gignac (hoofdplaats)
- Jonquières
- Lagamas
- Montpeyroux
- Plaissan
- Popian
- Le Pouget
- Pouzols
- Puilacher
- Saint-André-de-Sangonis
- Saint-Bauzille-de-la-Sylve
- Saint-Guiraud
- Saint-Jean-de-Fos
- Saint-Pargoire
- Saint-Saturnin-de-Lucian
- Tressan
- Vendémian

Bij de herindeling van de kantons door het decreet van 26 februari 2014, met uitwerking op 22 maart 2015 werden daar de 7 gemeenten van het opgeheven kanton Aniane aan toegevoegd, namelijk :
- Aniane
- Argelliers
- La Boissière
- Montarnaud
- Puéchabon
- Saint-Guilhem-le-Désert
- Saint-Paul-et-Valmalle